# ハジマリノウタ
『ハジマリノウタ』は、いきものがかりのメジャー4作目のオリジナル・アルバム。2009年12月23日にCDで発売。発売元はエピックレコードジャパン。

## 概要
- 前作『My song Your song』からちょうど1年ぶりにリリースされたオリジナルアルバム。タイトルは、スタッフが10曲目に収録されている「てのひらの音」のタイトルを「はじまりの音」と書き間違えたことに由来している。
- 初回生産限定盤はスペシャル三方背スリーブBOX仕様で、特典として「ライブDVD」「24Pスペシャルブックレット“1999-2009”」「いきものカード017」「いきものグッズプレゼント応募ハガキ」「47都道府県58公演コンサートチケット特別先行抽選予約案内」が付属している（「いきものカード017」「コンサートチケット特別先行抽選予約案内」は初回仕様限定盤にも付属）。
- 「ふたり」から「なくもんか」までのシングルA面曲5曲に、吉岡が作詞・作曲を手がけた曲、インディーズ時代の曲のリアレンジ版など全13曲が収録されているが、過去3作品に収録されていたようなカップリング曲やボーナストラックのアコースティック曲は収録されていない。また、水野が制作した曲はシングルA面曲のみとなっている。
- 2010年1月4日付オリコンチャートで前作『My song Your song』に続いて初登場1位を獲得。翌週の1月11日・18日付の合算週でも1位を獲得し、オリコンアルバムチャートでの3週連続1位は『Expressions』（竹内まりや）以来約1年3か月ぶりとなった。2010年度のオリコン年間アルバムランキングで8位にランクインし、2010年11月に発売した『いきものばかり〜メンバーズBESTセレクション〜』（2位）とともに自身初の年間トップ10入りを果たした。
- 『第52回日本レコード大賞』で最優秀アルバム賞を受賞し、2010年12月30日の授賞式では本作収録曲から「じょいふる」を演奏した[1]。

## 収録曲

### CD
- 初回生産限定盤・初回仕様限定盤・通常盤共通収録。既発曲（シングル収録曲）の解説は各収録作品を参照のこと。

1. ハジマリノウタ〜遠い空澄んで〜 （5:58） 
  - 作詞・作曲：山下穂尊 / 編曲：島田昌典

当初は「遠い空澄んで」だけであったが、アルバムのタイトルや曲順にちなんで「ハジマリノウタ」がつけられた。
山下作詞・作曲の楽曲が1曲目となるのは本作が初めてとなる。
2. 夢見台 （4:10）
  - 作詞・作曲：山下穂尊 / 編曲：湯浅篤

読み方は「ゆめみだい」で、山下曰く夢が見える高台があればいいということからこの名前がついた。
3. じょいふる （3:15） 
  - 作詞・作曲：水野良樹 / 編曲：田中ユウスケ、近藤隆史

15thシングル「YELL/じょいふる」の2曲目。
4. YELL （5:54）
  - 作詞・作曲：水野良樹 / 編曲：松任谷正隆

15thシングル「YELL/じょいふる」の1曲目。
5. なくもんか （5:46）
  - 作詞・作曲：水野良樹 / 編曲：本間昭光

16thシングル。
6. 真昼の月 （5:11） 
  - 作詞・作曲：山下穂尊 / 編曲：本間昭光

TBS系テレビドラマ『BUNGO -日本文学シネマ-』主題歌。
吉岡はこのドラマのナレーションを担当している。
7. ホタルノヒカリ （4:02） 
  - 作詞・作曲：水野良樹 / 編曲：江口亮 / 弦編曲：クラッシャー木村

14thシングル。
8. 秋桜 （4:52）
  - 作詞・作曲：山下穂尊 / 編曲：本間昭光

インディーズアルバム『誠に僭越ながらファーストアルバムを拵えました…』収録曲。
9. ふたり -Album version- （6:20） 
  - 作詞・作曲：水野良樹 / 編曲：島田昌典

13thシングル。
シングルバージョンには存在しなかったイントロが追加されている。
10. てのひらの音 （5:06）
  - 作詞・作曲：山下穂尊 / 編曲：中村タイチ

「夏・コイ」と同様に水野と山下もボーカルを取っている曲。
元々は山下が高校生だった頃に厚木高校の文化祭のために作られた曲であり、当時は同じく厚木高校の女子生徒3人組の「らんまゆきえ」がメインボーカルを務めていた[2]。
11. How to make it （4:51）
  - 作詞・作曲：山下穂尊 / 編曲：ヒダカトオル

1番と3番のサビが英語詞となっている。
アレンジは元BEAT CRUSADERSのボーカルで現在はMONOBRIGHTに所属しているヒダカトオルが担当した。
7，8年前に製作した曲であり、吉岡が仮歌を歌ったとき、山下は青ざめていたという。
12. 未来惑星 （5:26）
  - 作詞・作曲：吉岡聖恵 / 編曲：西川進 / 弦編曲：eji

前作『My song Your song』収録曲の「僕はここにいる」に引き続き吉岡が作詞・作曲をした曲。
本作収録のアルバム曲で唯一ベストアルバム『いきものばかり〜メンバーズBESTセレクション〜』にも収録された。
13. 明日へ向かう帰り道 （4:45）
  - 作詞・作曲：山下穂尊 / 編曲：住友紀人

インディーズ時代から存在する曲で、2007年のライブツアーでも披露されている。
ライブツアー「いきものがかりの みなさん、こんにつあー!! 2010 全国あんぎゃー!! 〜ハジマリノウタ〜」ではアンコールのラストで演奏された。
後にバラードベストアルバム『バラー丼』に収録された。

### DVD（初回生産限定盤のみ）
2009年5月25日に開催されたライブツアー「いきものがかりのみなさん、こんにつあー!!2009 〜My song Your song〜」の最終公演（渋谷C.C.Lemonホール）から5曲のライブ映像が収録されている。ライブ映像がソフト化されるのは今回が初となる。
1. 気まぐれロマンティック
2. うるわしきひと
3. ブルーバード
4. 心の花を咲かせよう
5. 帰りたくなったよ

## 演奏
- 吉岡聖恵：Vocal,Background Vocal
- 水野良樹：Electric Guitar,Acoustic Guitar&Background Vocal
- 山下穂尊：Acoustic Guitar,Harmonica&Background Vocal
- 坂田学：Drums (#1.3.9)
- 美久月千晴：Electric Bass (#1.4.8.9)
- 藤井謙二：Acoustic Guitar&Electric Guitar (#1)
- 島田昌典：Piano,Organ,Tambourine (#1.9)
- 佐治宣英：Drums (#2)
- 御供信弘：Electric Bass (#2)
- 設楽博臣：Acoustic Guitar&Electric Guitar (#2.3)
- 湯浅篤：Programming (#2)
- スティング宮本：Electric Bass (#3)
- 本間将人ホーンズ：Horns (#3)
- 近藤隆史：Programming (#3)
- 河村智康：Drums&Percussion (#4.5)
- 鳥山雄司：Acoustic Guitar&Electric Guitar (#4)
- 松任谷正隆：Keyboards&Programming (#4)
- 栄田嘉彦・村田幸謙・栄田緑・中嶋弦一郎・矢野晴子・小倉達夫・大林典代・金原千恵子・伊藤佳奈子・浜野考史：Violin (#4)
- 渡部安見子・古川原裕仁：Viola (#4)
- 阿部雅士：Cello (#4)
- 根岸孝旨：Electric Bass (#5.6)
- 福原将宣：Acoustic Guitar&Electric Guitar (#5)
- 坂井秀彰：Percussion (#5.6.8)
- 本間昭光：
  - Piano,All Other Instruments (#5.6.8)
  - Organ (#5.8)
- 飯田高広：Synthesizer (#5.6.8)
- 弦一徹ストリングス：Strings (#5)
- 松永俊弥：Drums (#6.8.10)
- 林部直樹：Acoustic Guitar&Electric Guitar (#6.8)
- かりん：二十五弦箏 (#6)
- 押鐘貴之ストリングス：Strings (#6)
- 石井悠也：Drums (#7)
- 山崎英明 (school food punishment)：Electric Bass (#7)
- 三井律郎 (THE YOUTH)：Acoustic Guitar&Electric Guitar (#7)
- 江口亮：Piano&Programming (#7)
- クラッシャー木村ストリングス：Strings (#7)
- クラッシャー木村：Strings Arrangement (#7)
- 狩野良昭：Acoustic Guitar&Electric Guitar (#9)
- 真部裕ストリングス：Strings (#9.12)
- 宗秀治：Electric Bass (#10)
- 重実徹：Piano&Organ (#10)
- 遠山哲朗：Electric Guitar (#10)
- 中村タイチ：Guitar&All Other Instruments (#10)
- ヒダカトオル (BEAT CRUSADERS)：Electric Guitar (#11)
- マシータ (BEAT CRUSADERS)：Drums&Tambourine (#11)
- ケイタイモ (BEAT CRUSADERS)：Keyboards (#11)
- 岩崎なおみ：Electric Bass (#11)
- 江口信夫：Drums (#12)
- 小島剛広：Electric Bass (#12)
- 西川進：Acoustic Guitar&Electric Guitar (#12)
- eji：Organ (#12)
- 中山信彦：Manipulation (#12)
- 鶴谷智生：Drums (#13)
- 金森佳朗：Electric Bass (#13)
- 渡辺格：Acoustic Guitar (#13)
- 住友紀人：Piano (#13)
- 宮坂雅美ストリングス：Strings (#13)
- 藤田乙比古・高橋臣宣：Horn (#13)
- 村田陽一・東條あずさ：Trombone (#13)